# João Ouriço
“João Ouriço” é um conto de fadas recolhido pelos Irmãos Grimm. Desde a segunda edição dos “Contos de Grimm”, publicada em 1819, este conto foi registrado sob o número  108.

## História
Era uma vez um fazendeiro que tinha dinheiro e terras em abundância, mas, apesar de ser muito rico, uma coisa ainda estava faltando em sua felicidade, ele não tinha filhos. Por isso era ridicularizado pelos outros. Irado, um dia, chegando em casa ele gritou: "Eu quero ter um filho, mesmo que se pareça com um ouriço". Passado algum tempo, sua esposa deu à luz um menino que da cintura para cima parecia um ouriço, com a pele cheia de espinhos, pelo que o pai lhe dá o nome de "João Ouriço". Quando a criança foi batizada, o padre dizendo que ele não podia dormir numa cama normal, orientou o pai a colocá-lo para dormir num monte de palhas, postas perto do fogão. Após oito anos do nascimento da criança, o fazendeiro evendo ir a uma feira, perguntou a todos de sua casa que presente cada um desejava. João Ouriço pediu uma gaita de fole e seu pai lhe presenteou com uma. Depois de algum tempo, João solicitou a seu pai um galo que lhe sirvisse de montaria, para que ele pudesse partir em busca de fortuna. O pai o atendeu e ele foi para dentro da floresta, levando alguns burros e porcos, que ficaram sob seus cuidados. Um rei, perdido na floresta, ouviu João Ouriço tocar a gaita de fole e pediu-lhe para que o ajudasse a voltar para seu castelo. João prometeu mostrar-lhe o caminho de casa, desde que, quando o rei voltasse ao castelo, desse a João a primeira coisa que visse. O rei prometeu assim recompensá-lo; mas, percebendo que João não sabia ler, escreveu numa folha de papel que João não deveria receber nada. Ao retornar, a primeira visão que o rei teve foi sua filha, ficando feliz em revê-la e ela também, de rever seu pai, que lhe conta sobre promessa e que como havia enganado o moço que não sabia ler. A filha se diz satisfeita, pois não lhe agradaria casar com tal moço. Um segundo rei também fica perdido, e faz a mesma promessa. Ao retornar, ele também vê primeiramente a filha a quem conta o acontecido. A princesa, ao ouvir isso, grata pelo resgate do pai, dá a sua palavra de que vai cumprir o que o pai prometera. Após certo tempo, João Ouriço, tendo já uma numerosa récua de burros e uma enorme vara de porcos, resolve voltar à civilização para se casar e formar a sua família. Assim, foi reivindicar as recompensas prometidas. No primeiro reino, o rei nega entregar sua filha, mas João o obriga a cumprir a promessa, levando a princesa. O rei, vestindo a filha de branco, a despacha com João, dando-lhes uma carruagem com seis cavalos e lacaios. À curta distância, João a abraça e seus espinhos a ferem muito, então, ele a envia de volta a seu pai, dizendo que esta era a recompensa pela ingratidão da princesa. O segundo rei concorda com o casamento e a princesa mantém sua promessa. João Ouriço garante a ela que seus espinhos não iriam machucá-la. Então ele diz ao rei que, na noite de núpcias, ele deveria construir uma grande fogueira, para que quando João tirasse a roupa, quatro servos reais o agarrassem e passasem sua pele de ouriço na fogueira, queimando-a. Eles fizeram isso e João Ouriço tornou-se um belo rapaz. Ele se casou com a princesa e eles viveram felizes no castelo. Após alguns anos ele voltou à casa de seus pais, que inicialmente não o reconhecem. Ao ver a tristeza dos pais, ele revelou quem realmente era, levando-os para morarem no castelo.

## Televisão
A história foi adaptada para uma curta Animação tradicional chamada  “Contos Populares Húngaros”, incluso como um episódio da série de TV americana “Longe e há muito tempo” (Long Ago and Far Away). Uma versão também foi produzido como um episódio  do programa de televisão americano “O Narrador de Contos” (The Storyteller), apresentado por Jim Henson.